# Каравуш, Мухаммет
Мухаммет Каравуш (тур. Muhammet Karavuş; род. 10 июня 2002, Орду) — турецкий борец вольного стиля, серебряный призёр чемпионата Европы 2024 года, чемпион Средиземноморских игр 2022 года.

## Биография
Родился в 2002 году. Каравуш завоевал серебряную медаль в весовой категории до 57 кг среди мужчин на чемпионате мира по борьбе среди юниоров 2021 года в России Уступил Рамзану Багаудинову в финале.
В 2022 году завоевал золотую медаль в весовой категории до 57 кг на Средиземноморских играх 2022 года, проходивших в Оране. Принимал участие в чемпионате мира 2022 года в Белграде.
В 2024 году на чемпионате Европы в Бухаресте в весовой категории до 57 кг стал обладателем серебряной медали. В финале уступил спортсмену из Армении Арсену Арутюняну.